# Asopella xanti
Asopella xanti is een hooiwagen uit de familie Epedanidae. De wetenschappelijke naam van Asopella xanti gaat terug op Sørensen.